# Star Wars (videojoc de 1983)
Star Wars és un videojoc de trets en primera persona dissenyat per Mike Hally i llançat com a videojoc arcade el 1983 per Atari. Utilitza gràfics vectorials en color 3D per simular l'assalt a l'Estrella de la Mort de la pel·lícula Star Wars de 1977. Hi ha tres seqüències de joc connectades: combat contra caces TIE a l'espai, volar per la superfície de l'Estrella de la Mort i la carrera de trinxeres final. La seqüència es repeteix amb complicacions afegides i l'Estrella de la Mort es regenera per a cadascun. El caça X-Wing del jugador té un escut que només protegeix dels danys un nombre determinat de vegades, i després el següent cop acaba el joc. La síntesi de la parla emula els actors de la pel·lícula.
Desenvolupat durant l'edat daurada dels jocs arcade, Star Wars s'ha inclòs a les llistes dels videojocs més grans de tots els temps. Els ports d'origen van ser publicats per Parker Brothers, Domark i Broderbund. Va ser seguit per una seqüela arcade menys coneguda, venuda com a kit de conversió per a l'original, el 1985: Star Wars: The Empire Strikes Back.